# Clonia
Na mitologia grega, Clonia era uma ninfa naiade de uma fonte da cidade de Híria na Beócia (central Grécia central). Talvez teria sido filha de Asopo.
Segundo Apolodoro, ela foi esposa de Hirieu e a mãe de Lico e Nicteu, regentes da cidade de Tebas.
Clonia foi muito proximamente comparada a Celaino, mãe de Lico e Nicteu, conforme outros escritores.